# Partit Independent Americà
El Partit Independent Americà (anglès: American Independent Party, AIP) és un partit polític d'extrema dreta dels Estats Units, fundat el 1968.
El partit es va escindir el 1976, donant lloc a la formació del Partit Americà i la continuació del Partit Independent Americà. L'AIP va estar afiliat al Partit de la Constitució nacional des de 1992 fins a 2008. Durant el cicle electoral de 2008, s'hi va produir una disputa pel lideratge després de desvincular-se del Partit de la Constitució.
El partit és conegut per destacar les campanyes independents. L'abril de 2024, l'AIP va nomenar el candidat a la presidència independent Robert F. Kennedy Jr i la companya de candidatura Nicole Shanahan.